# Diário (contábil)
O livro Diário é um livro contábil obrigatório pela legislação comercial, e registra as operações da empresa, no seu dia-a-dia, originando-se assim o seu nome. Estava previsto no artigo 11 do código comercial brasileiro de 1850 e pelo decreto lei de 468/1969, matéria que agora está sob a égide do Novo Código Civil, Livro II da Parte Especial - Direito da Empresa.
No livro diário deverão ser lançados os atos ou operações da atividade mercantil, bem como os que modifiquem ou possam vir a modificar a situação patrimonial do contribuinte.

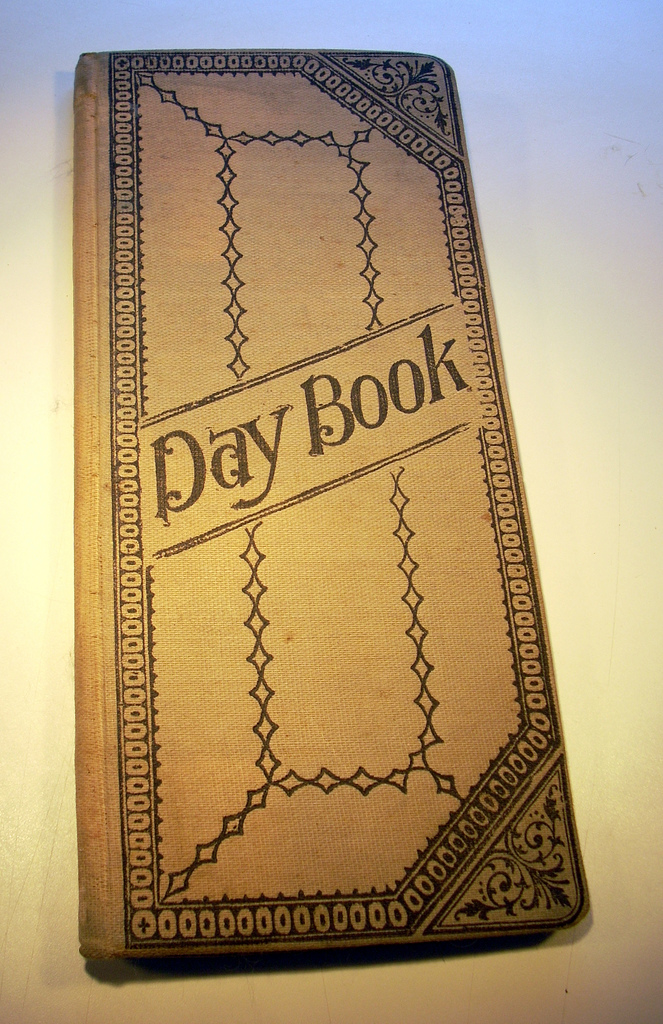
Livro-diário do século XIX.

## Autenticação
O livro Diário deverá ser autenticado no órgão competente do Registro do Comércio, no Registro Civil das Pessoas Jurídicas do local de sua sede segundo a Instrução Normativa (IN) do Departamento Nacional de Registro do Comércio (DNRC) 65 de 1997. Essa mesma Instrução Normativa do DNRC dispõe em seu art. 15 que as Juntas Comerciais poderão delegar competência à autoridade pública para autenticar instrumentos de escrituração mercantil, atendidas as conveniências do serviço.
Quando se tratar de Sociedade Simples ou entidades sem fins lucrativos, se sociedade civil, no Registro Civil de Pessoas Jurídicas ou no Cartório de Registro de Títulos e Documentos (Regulamento do Imposto de Renda - RIR/99 - Decreto nº 3.000, de 26 de março de 1999, Art. 258, § 4º).

## Lançamentos
No "Diário" serão lançadas, em ordem cronológica, com individualização, clareza e referência ao documento probante, todas as operações ocorridas a cada dia, incluídas as de natureza aleatória, que provoquem variações patrimoniais. Os valores debitados serão lançados na coluna da esquerda, e os creditados, na da direita.

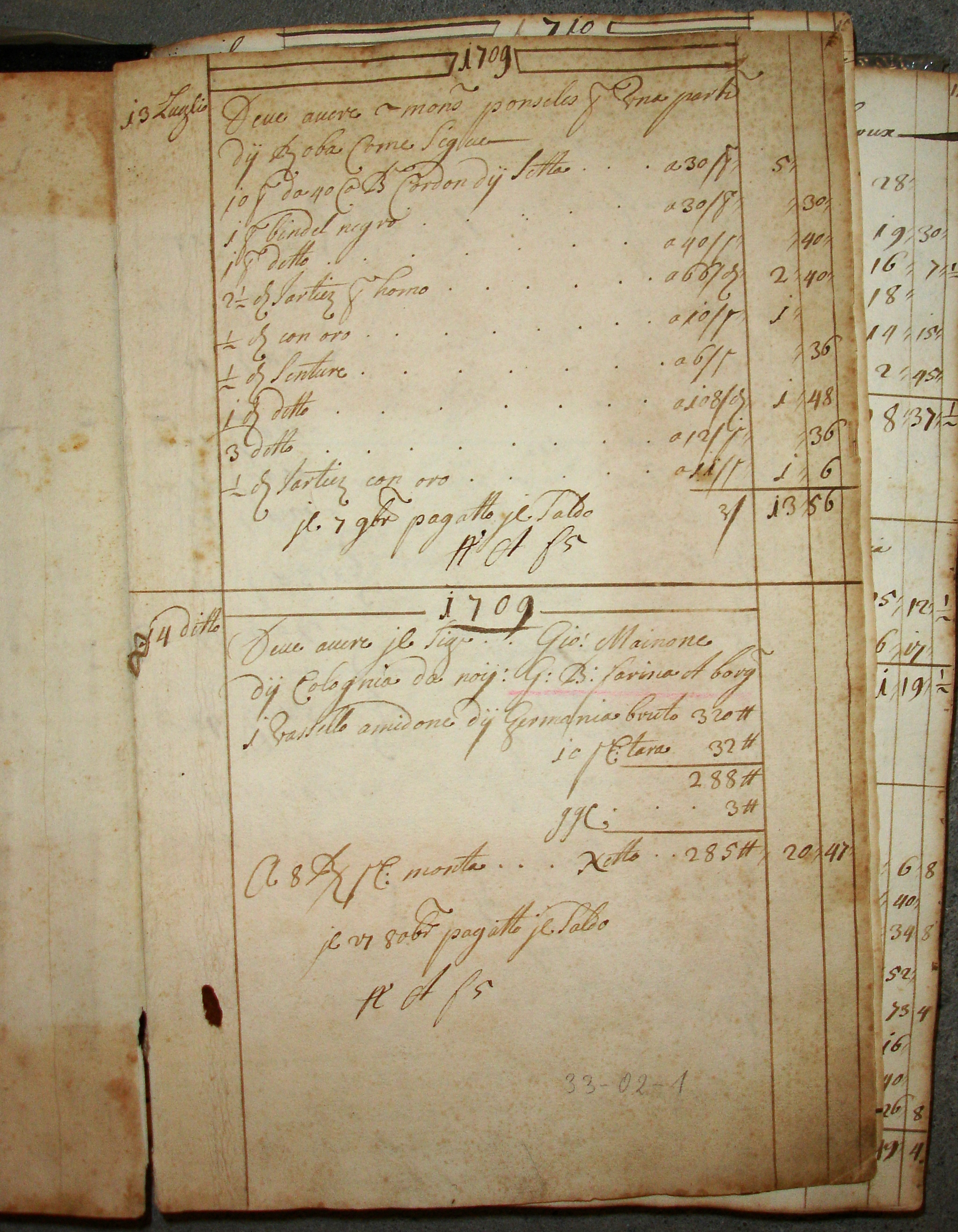
Livro-diário de 13 e 14 de julho de 1709.

## Termo de abertura e encerramento
De acordo com os artigos 6º e 7º do Decreto 64.567, de 22 de maio de 1969, o livro Diário deverá conter, respectivamente, na primeira e na última páginas os termos de abertura e de encerramento tipograficamente numeradas.
Do termo de abertura constará a finalidade a que se destina o livro, o número de ordem, o número de folhas, a firma individual ou o nome da sociedade a que pertença, o local da sede ou estabelecimento, o número e data do arquivamento dos atos constitutivos no órgão de registro do comércio e o número de registro no Cadastro Nacional de Pessoas Jurídicas (CNPJ).
O termo de encerramento indicará o fim a que se destinou o livro, o número de ordem, o número de folhas e a respectiva firma individual ou sociedade mercantil.
O termo de abertura e encerramento devem ser datados e assinados pelo contribuinte ou por seu procurador e por contabilista legalmente habilitado. Na localidade em que não haja profissional habilitado, os termos de abertura e encerramento serão assinados, apenas, pelo comerciante ou seu procurador.

## Ordem da documentação
1) Termo de abertura
2) Livro diário geral
3) Balancetes dos dois semestres
4) Demonstrações contábeis (Balanço e DRE)
5) Termo de Encerramento.
Obs: Os Termos, balancetes e demonstrações devem ser assinados pelo presidente, dono ou representante legal da empresa e pelo contador responsável.